# Yucca
Yucca es un género de plantas suculentas compuesto por 55 especies de la subfamilia Agavoideae nativas de Norte y Centroamérica, caracterizadas por sus rosetas de hojas con forma de espada y por sus racimos de flores blancas. No debe confundirse con el nombre común yuca de la especie Manihot esculenta.
Los primeros informes sobre la especie se confundían con la yuca (Manihot esculenta). En consecuencia, Linnaeus derivó erróneamente el nombre genérico de la palabra en taíno para esta última, yuca.  Los aztecas vivían en México desde antes de la llegada de los españoles, en náhuatl, llaman a la especie local de yuca (Yucca gigantea) iczotl, lo que dio al español izote.  Izote también se utiliza para Yucca filifera.

## Distribución geográfica y hábitat
Crece de forma natural en climas mediterráneos y desérticos de todo el mundo. Se adapta muy bien a los climas más fríos en los que se ha introducido.
El área de distribución natural del género Yucca (49 especies y 24 subespecies) abarca una vasta zona de América. El género está representado en todo México y se extiende hasta Guatemala (Yucca guatemalensis). También se extiende hacia el norte a través de Baja California en el oeste, hacia el norte en el suroeste de Estados Unidos, a través de los estados centrales más secos tan al norte como el sur de Alberta en Canadá (Yucca glauca ssp. albertana).
La yuca también es nativa hacia el norte de las tierras bajas costeras y matorrales secos de playa de las zonas costeras del sureste de Estados Unidos, a lo largo del Golfo de México y Estados del Atlántico Sur desde la costa de Texas hasta Maryland.
Las yucas se han adaptado a una gama igualmente vasta de condiciones climáticas y ecológicas. Se encuentran en desiertos rocosos y badlands, en praderas y pastizales, en regiones montañosas, bosques, en costas de arena (Yucca filamentosa), e incluso en zonas subtropicales y semitempladas. Varias especies se dan en zonas tropicales húmedas (Yucca lacandonica) pero la mayoría de las especies se dan en condiciones áridas, considerándose los desiertos de Norteamérica como el centro de diversidad del género.

## Ecología
Las yucas tienen un sistema mutualista muy especializado, siendo polinizadas por polillas de la yuca (familia Prodoxidae); el insecto transfiere el polen de los estambres de una planta al estigma de otra, y al mismo tiempo pone un huevo en la flor; la larva de la polilla luego se alimenta de algunas de las semillas en desarrollo, dejando siempre suficientes semillas para perpetuar la especie. Ciertas especies de la polilla de la yuca han desarrollado características antagónicas contra la planta y no ayudan en los esfuerzos de polinización de la planta mientras continúan poniendo sus huevos en la planta para su protección.
Las especies de yuca son plantas hospedantes de las orugas del saltamontes gigante de la yuca (Megathymus yuccae), saltador gigante osino (Megathymus ursus), y de la mariposa gigante de Strecker (Megathymus streckeri).

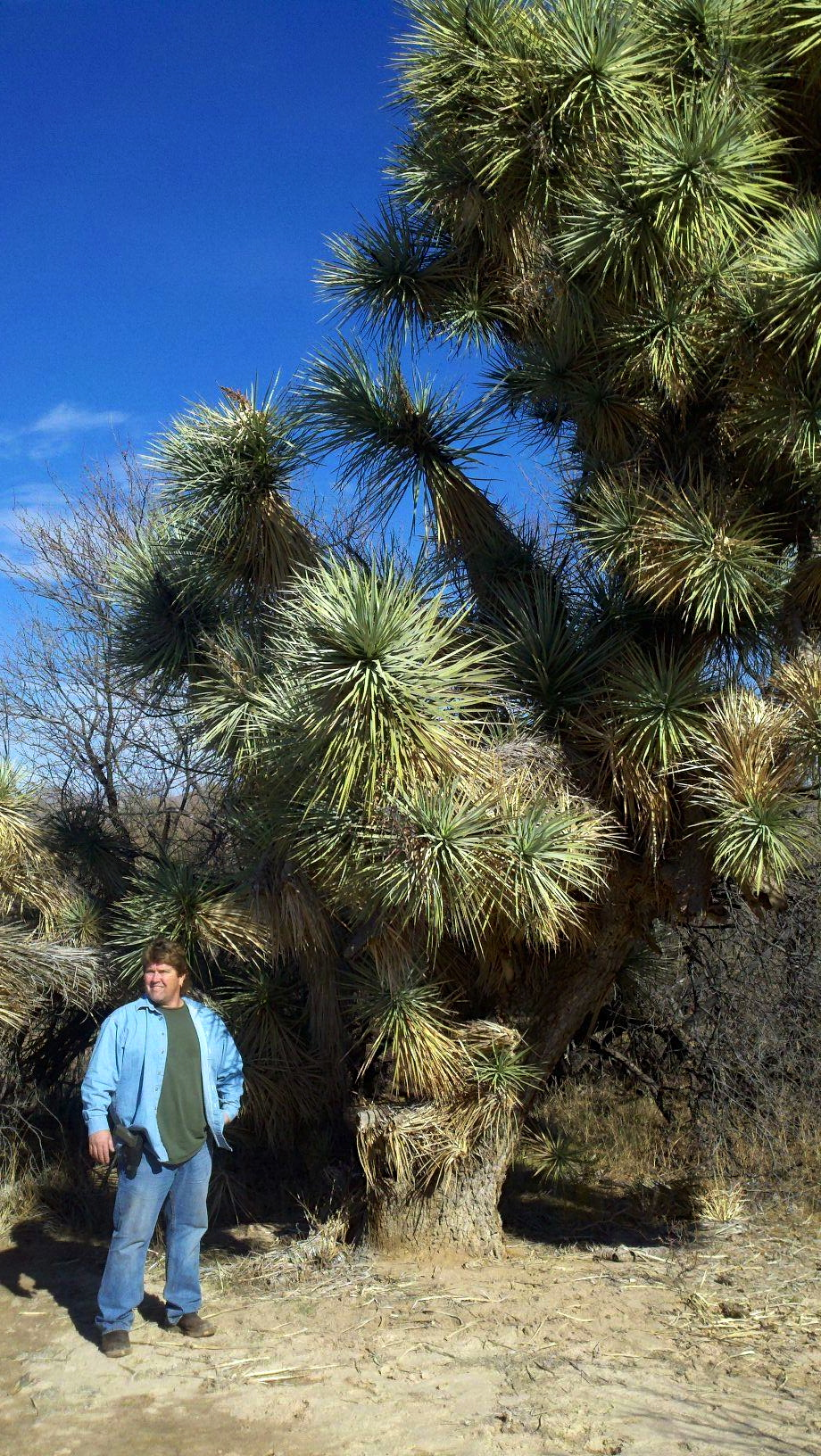
Gran árbol de Josué con tronco grueso en Grapevine Springs Ranch, Arizona, EE. UU.

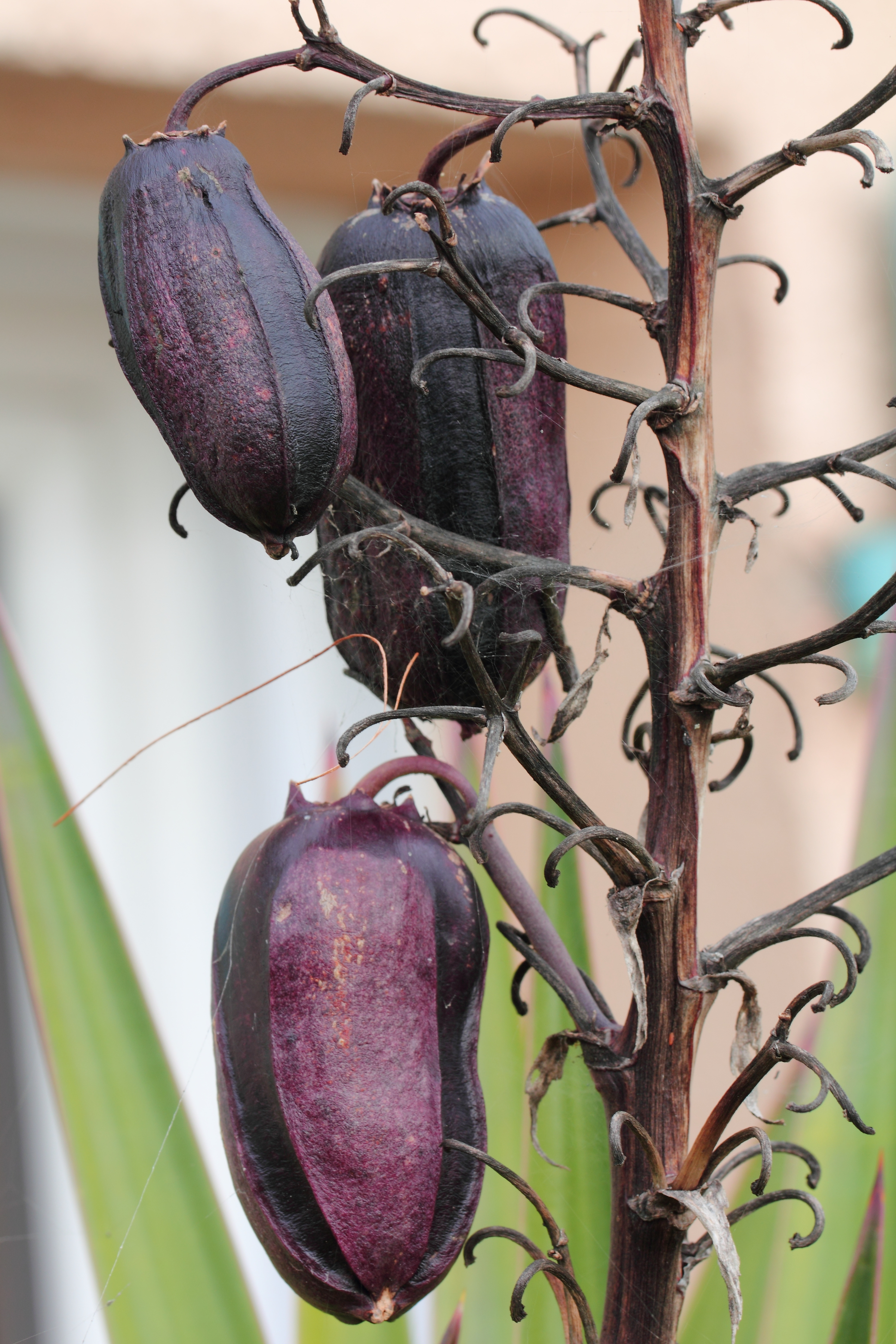
Frutos morados de Yucca aloifolia.

 Los escarabajos que se alimentan de ella  incluyen los gorgojos de la yuca, de los Curculionidae.

## Usos

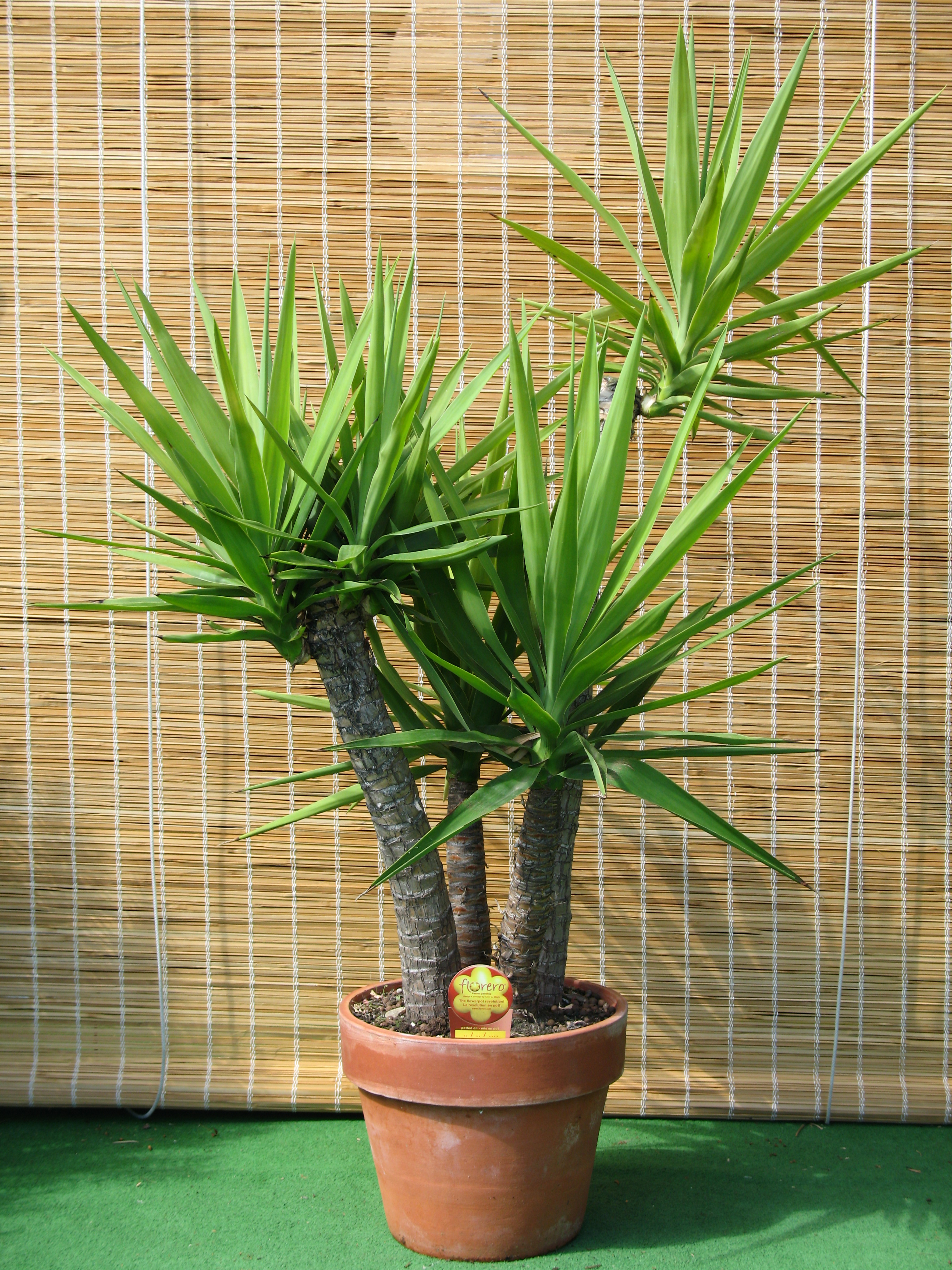
Yucca gigantea cultivada en maceta de arcilla como planta ornamental

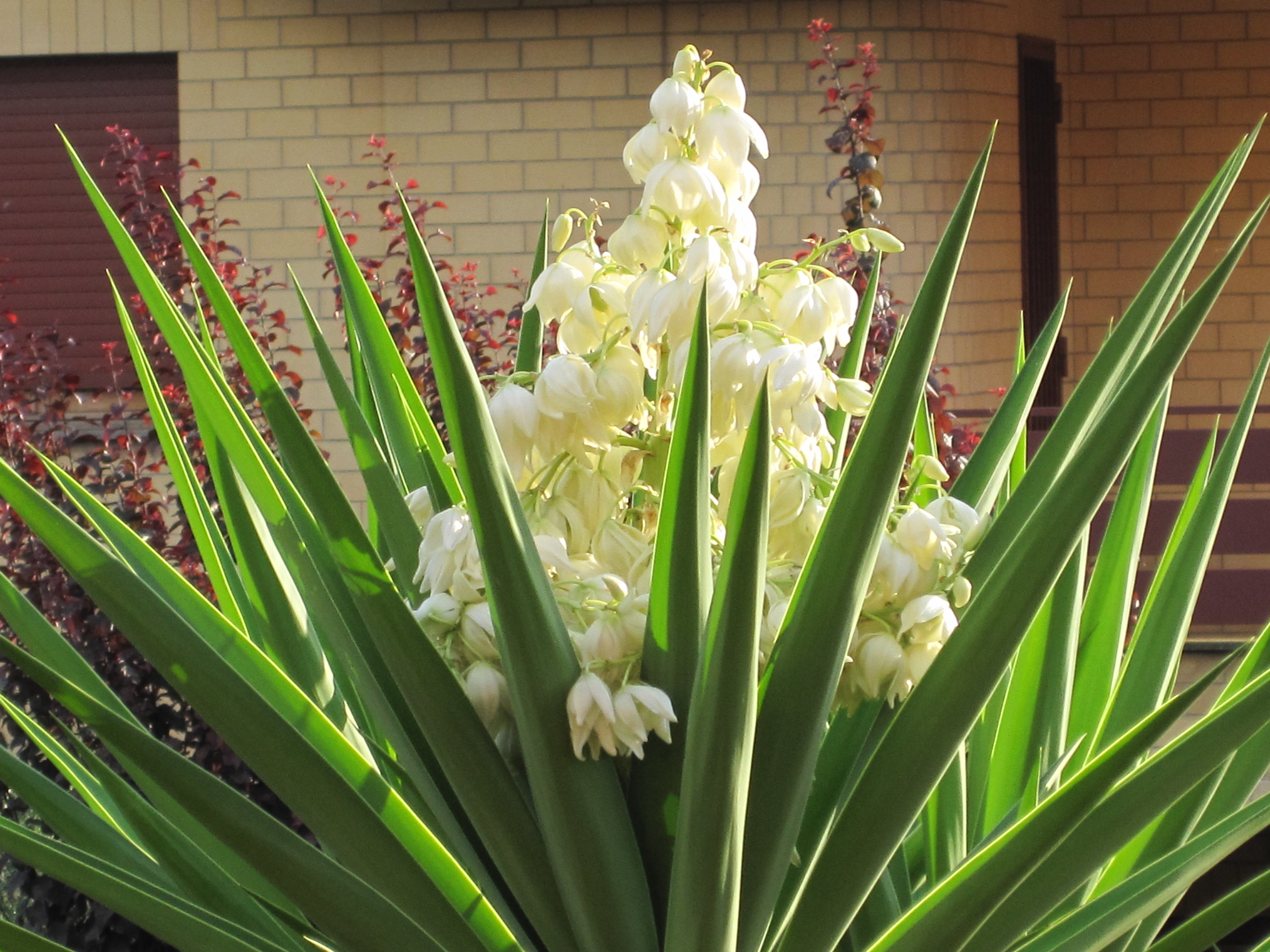
Yucca en flor

Su atractivo aspecto y rusticidad —al ser nativas de regiones áridas y aptas para la conservación del agua, requieren poco riego— hace que las yuccas se cultiven ampliamente como plantas ornamentales; aunque los tallos y frutos de muchas especies sean comestibles, es raro su uso en ese sentido.
Particularmente notable es el sistema de polinización de la yucca; están adaptadas a mantener una relación de mutualismo con varias especies de lepidópteros de la familia Prodoxidae (conocidas como "mariposa de la yucca"), en que el insecto se encarga de transportar el polen desde los estambres de la flor masculina hasta el estigma de la femenina, pero a la vez deposita sus huevos en el ovario de la flor. La oruga, al nacer, se alimenta de las semillas de la planta, pero deja las suficientes para que ésta se reproduzca.
Numerosas especies anteriormente clasificadas como parte de Yucca hoy se han trasladado a los géneros Dasylirion, Furcraea, Hesperaloe y Nolina.
En los años 1960, las investigaciones del químico mexicano Alfonso Romo de Vivar descubrieron otra utilidad para esta planta del desierto, como fuente económica de esteroides de uso farmacéutico. 
Conocida también como Flor de Izote es también un plato típico de Guatemala y El Salvador.
Muchas especies tienen partes comestibles, incluyendo frutos, semillas, flores, tallos con flores, y (más raramente) raíces. Las referencias a la raíz de yuca como alimento surgen a menudo de la confusión con la yuca, de pronunciación similar pero botánicamente no relacionada, también llamada yuca o mandioca (Manihot esculenta). Las raíces de la yuca soaptree (Yucca elata) tienen un alto contenido en saponinas y se utilizan como champú en los rituales de los nativos americanos. Las hojas secas de yuca y las fibras del tronco tienen una baja temperatura de ignición, lo que hace que la planta sea deseable para su uso en el encendido de fuegos por fricción. El tallo (cuando está seco) que luce las flores se utiliza a menudo junto con un trozo resistente de cedro para hacer fuego.
En las zonas rurales de los Apalaches, especies como la Yucca filamentosa se conocen como «perchas de carne». Con sus puntas afiladas, las hojas duras y fibrosas se utilizaban para pinchar la carne y se anudaban para formar un lazo con el que colgar la carne para curarla en sal o en ahumaderos. Las fibras pueden utilizarse para fabricar artículos domésticos
o para la fabricación de cordaje,
ya sea hilo de coser o cuerda.
El extracto de yuca también se utiliza como agente espumante en algunas bebidas como la cerveza de raíz y los refrescos.
El polvo y la savia de yuca se obtienen de los troncos de la planta; dichos extractos pueden producirse por exprimido mecánico y posterior evaporación de la savia, y se utilizan ampliamente en alimentación, cosmética y farmacia 

### Gastronomía
Los pétalos de las flores se comen comúnmente en América Central, pero los órganos reproductores de la planta (las anteras y los ovarios) se eliminan primero debido a su amargura.  Los pétalos se escaldan durante 5 min, y luego se cocinan a la mexicana (con tomate, cebolla y chile) o en tortitas con salsa (empanadillas rebozadas con huevo y salsa verde o roja). En Guatemala, se hierven y se comen con zumo de limón.
En El Salvador, se comen las puntas tiernas de los tallos y se conocen localmente como cogollo de izote.

## Taxonomía
El género fue descrito por Carlos Linneo y publicado en Species Plantarum 1: 307. 1753.

## Etimología
Los primeros informes de las especies fueron confundidos con la yuca (Manihot esculenta). En consecuencia, Linnaeus deriva por error el nombre genérico de la palabra taína para estos últimos, yuca (que escribe con una sola "c"). Es también conocido coloquialmente en la parte baja del Medio Oeste de Estados Unidos como "fantasmas en el cementerio", ya que se encuentra comúnmente en crecimiento en los cementerios rurales y cuando está en flor el racimo de flores (generalmente pálidas) en un delgado tallo parecen como apariciones flotantes.

## Especies
- Yucca aloifolia L.
- Yucca angustissima Engelm. ex Trel.
- Yucca arkansana Trel.
- Yucca baccata Torr.
- Yucca baileyi Woot. et Standl.
- Yucca brevifolia Engelm.
- Yucca campestris McKelvey
- Yucca capensis
- Yucca carnerosana
- Yucca cernua E.L.Keith
- Yucca coahuilensis Matuda & I.L.Pina
- Yucca constricta Buckl
- Yucca desmetiana Baker
- Yucca decipiens Trel.
- Yucca declinata Laferr.
- Yucca elata (Engelm.) Engelm.
- Yucca endlichiana Trel.
- Yucca faxoniana (Trel.) Sarg.
- Yucca filamentosa L.
- Yucca filifera Chabaud (= Yucca australis)
- Yucca flaccida Haw.
- Yucca gigantea Lem. (= Yucca elephantipes; = Yucca guatemalensis)
- Yucca glauca Nutt.
- Yucca gloriosa L.,
- Yucca grandiflora Gentry
- Yucca harrimaniae Trel.
- Yucca intermedia McKelvey
- Yucca jaliscensis (Trel.) Trel.
- Yucca lacandonica Gómez Pompa & J.Valdés
- Yucca linearifolia Clary
- Yucca louisianensis Trel.
- Yucca madrensis Gentry
- Yucca mixtecana García-Mend.
- Yucca necopina Shinners
- Yucca neomexicana Wooton & Standl.
- Yucca pallida McKelvey
- Yucca periculosa Baker
- Yucca potosina Rzed.
- Yucca queretaroensis Piña Luján
- Yucca reverchonii Trel.
- Yucca rostrata Engelm. ex Trel.
- Yucca rupicola Scheele
- Yucca schidigera Roezl ex Ortgies
- Yucca schottii Engelm.
- Yucca sterilis (Neese & S.L.Welsh) S.L.Welsh & L.C.Higgins
- Yucca tenuistyla Trel.
- Yucca thompsoniana Trel. (= Yucca rostrata)
- Yucca torreyi Shafer
- Yucca treculeana Carr.
- Yucca utahensis McKelvey
- Yucca valida Brandegee[2]